# Palota
Palota é um município da Eslováquia, situado no distrito de Medzilaborce, na região de Prešov. Tem 24,12 km² de área e sua população em 2018 foi estimada em 199 habitantes.

## Demografia
| Ano:        | 1994 | 2004   | 2014   | 2024   |
| ----------- | ---- | ------ | ------ | ------ |
| Broj ljudi: | 176  | 181    | 186    | 179    |
| Razlika:    |      | +2,84% | +2,76% | -3,76% |

| Ano:               | 2023 | 2024 |
| ------------------ | ---- | ---- |
| Número de pessoas: | 179  | 179  |
| Diferença:         |      | +0%  |